# Prospero Centurione Fattinanti
Prospero Centurione Fattinanti (né en 1510 à Gênes et mort en 1581 dans la même ville) est le soixante-dixième doge de Gênes du 17 octobre 1575 au 17 octobre 1577.